# Hypercompe denudata
Hypercompe denudata är en fjärilsart som beskrevs av Sloss. 1888. Hypercompe denudata ingår i släktet Hypercompe och familjen björnspinnare. Inga underarter finns listade i Catalogue of Life.